# Makalamabedi (Ngamiland)
Makalamabedi è un villaggio del Botswana situato nel distretto Nordoccidentale, sottodistretto di Ngamiland East. Il villaggio, secondo il censimento del 2011, conta 1.010 abitanti.

## Località
Nel territorio del villaggio sono presenti le seguenti località:
- A.1.2 Vet Camp di 6 abitanti,
- A.I. Camp di 7 abitanti,
- Amusangwana di 10 abitanti,
- Babalelampa di 1 abitante,
- Bantshaa di 2 abitanti,
- Bodirelakgomo di 7 abitanti,
- Bohiwakgoma di 1 abitante,
- Boitumelo di 11 abitanti,
- Bolapologo di 4 abitanti,
- Bonno di 13 abitanti,
- Borakalalo di 7 abitanti,
- Boswelaphiri di 14 abitanti,
- Bothakga di 12 abitanti,
- Botshelo di 4 abitanti,
- Deception Valley Lodge di 11 abitanti,
- Dikgatho di 15 abitanti,
- Dinokwane di 7 abitanti,
- Dithapelo,
- Ditoro di 4 abitanti,
- Ditotoma,
- Gaonwe di 2 abitanti,
- Golaobone di 3 abitanti,
- Goodhope di 1 abitante,
- Hainaveld 66-70 Conservacy di 17 abitanti,
- Kamisetso di 3 abitanti,
- Kgolagano di 4 abitanti,
- Kgwebe di 38 abitanti,
- Khudutlou di 6 abitanti,
- Kwarabe di 5 abitanti,
- Legae di 10 abitanti,
- Lentswana di 17 abitanti,
- Letlhajwa di 11 abitanti,
- Liverpool di 6 abitanti,
- Makalamabedi North Gate di 26 abitanti,
- Makutsomo di 21 abitanti,
- Malomatsebe di 15 abitanti,
- Maloto di 5 abitanti,
- Manoga 1 di 1 abitante,
- Maphane/Thaere di 5 abitanti,
- Maretlwana,
- Marothodi di 17 abitanti,
- Metsi-a-Kgomo di 6 abitanti,
- Metsimotse di 16 abitanti,
- Mmadinotshe di 15 abitanti,
- Mmatakgomo di 19 abitanti,
- Mmatakgomo di 5 abitanti,
- Mmumosweu di 21 abitanti,
- Moenyana,
- Mokgalo,
- Mophane,
- Moremogolo di 1 abitante,
- Morobana di 5 abitanti,
- Mosetlho di 3 abitanti,
- Mosumoleele di 12 abitanti,
- Motopi Airport,
- Motopi P.W.D. Camp di 36 abitanti,
- Motopi Vet Camp di 46 abitanti,
- Mpayabana di 13 abitanti,
- Mpayakgori di 6 abitanti,
- Mphametsi,
- Mphoyame di 8 abitanti,
- Mphoyamodimo di 4 abitanti,
- Nagotona di 1 abitante,
- Namolaleuba,
- Ngoya,
- Ngwanaitseele di 11 abitanti,
- Nnakgolo di 6 abitanti,
- Palamaokuwe di 24 abitanti,
- Pegasegwana di 10 abitanti,
- Pelotshweu di 10 abitanti,
- Phefodiafoka di 2 abitanti,
- Phefodiafoka Gates di 2 abitanti,
- Phenyo di 4 abitanti,
- Phuduhudu di 10 abitanti,
- Polokabatho di 4 abitanti,
- Ranch No.80,
- Riverland/Thaji di 12 abitanti,
- Roads Camp di 27 abitanti,
- Sebakhudu di 2 abitanti,
- Sedibana di 43 abitanti,
- Segolame di 8 abitanti,
- Semente/Kakana di 12 abitanti,
- Sulabompe di 19 abitanti,
- Tebogo di 24 abitanti,
- Tenge di 2 abitanti,
- Tolankwe,
- Tshipidi,
- Tshwaragano di 3 abitanti,
- Tshwaragano 1 di 6 abitanti,
- Xhiredom di 119 abitanti,
- Xhwango,
- Xhwee di 31 abitanti,